# Deutz DK 60
Der Deutz DK 60 ist ein Kettenschlepper von Klöckner-Humboldt-Deutz (KHD) in Köln. Die Herstellung der Deutz-Raupe begann 1953, damit stieg Deutz relativ spät in die Fertigung von Kettenschleppern für land- und forstwirtschaftliche Zwecke ein. Grundlage für die Entwicklung des Raupenschleppers bildeten die Erfahrungen aus der Fertigung des sog. Raupenschleppers Ost während des Zweiten Weltkrieges und des Waldschleppers RS 1500 in den Nachkriegsjahren. Die Verkaufszahlen blieben allerdings hinter den Erwartungen zurück. Zu groß war der Konkurrenzdruck durch die anderen Hersteller (z. B. Hanomag oder Lanz) und zudem hatten schwere und zum Teil bereits allradgetriebene Radschlepper das Aufgabenfeld der Kettenschlepper in der Land- und Forstwirtschaft übernommen. In der Folgezeit konzentrierte sich Deutz deshalb auf die Bauwirtschaft und erzielte dort mit der weiterentwickelten Planier- und Laderaupen mehr Erfolg. Der DK 60 (1956–1960) wurde durch den DK 75 (1960–1963) abgelöst, der durch die Weiterentwicklung entstand. Der Vierzylinder-Dieselmotor F4L514 leistete nun 65 PS. Ab 1955 gab es auch einen größeren Raupenschlepper mit dem Sechszylinder-Dieselmotor F6L514 mit 90 PS. Der DK 90 wurde durch Leistungserweiterung auf 100 PS zur DK 100 (1960–1963).
Der luftgekühlte Vierzylinder-Dieselmotor Deutz F4L514 mit 5322 cm³ Hubraum leistete 60 PS. Das Getriebe stammt von Deutz und hat fünf Vorwärts- sowie drei Rückwärtsgänge.